# 茨城県道・千葉県道142号岩井野田線

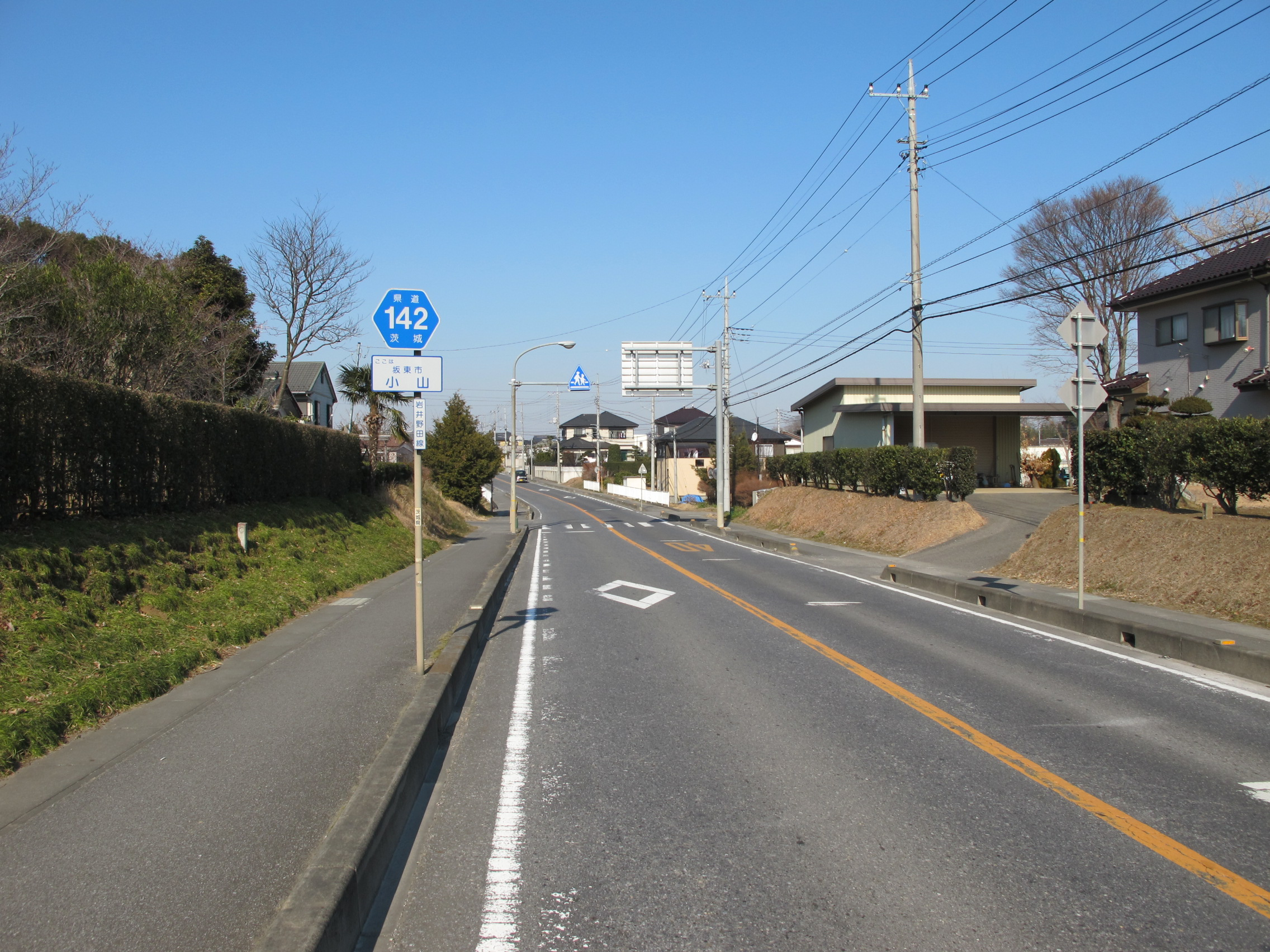
茨城県道142号岩井野田線
茨城県坂東市小山（2012年1月）

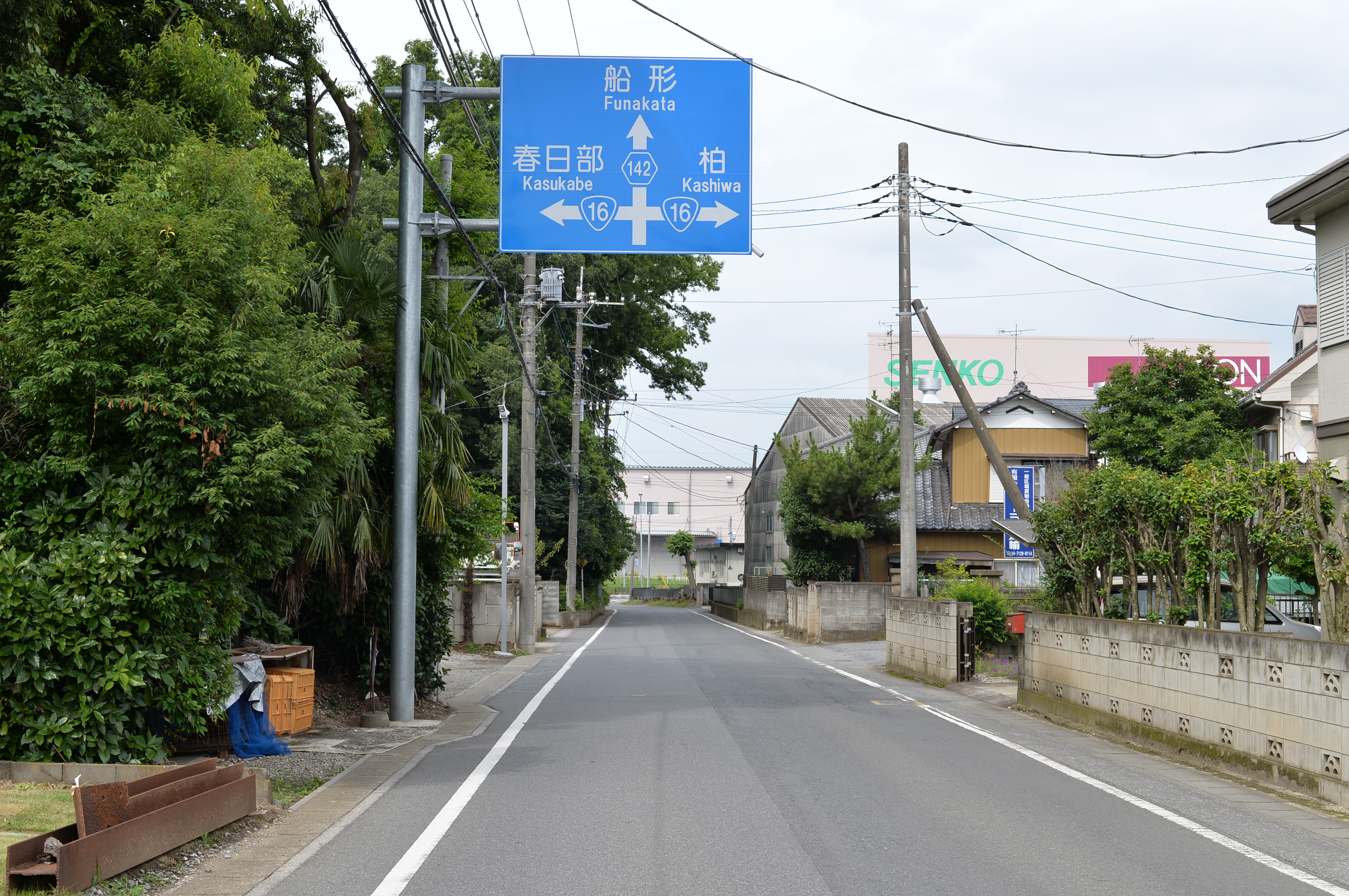
千葉県道142号岩井野田線
野田市蕃昌の終点付近（2014年7月）

茨城県道・千葉県道142号岩井野田線 （いばらきけんどう・ちばけんどう142ごう いわいのだせん）は、茨城県坂東市から千葉県野田市に至る一般県道である。

## 概要
茨城県坂東市岩井（国道354号）を起点に南下して同市小山を経て、千葉県野田市蕃昌（千葉県道17号結城野田線）まで南北に縦断する一般県道である。茨城県と千葉県の県境を流れる利根川を渡る橋梁が設置されていないため、本路線は分断されている。

### 路線データ
- 起点：茨城県坂東市岩井（国道354号・茨城県道123号土浦坂東線交点、仲町十字路交差点）[1]
- 終点：千葉県野田市蕃昌（千葉県道17号結城野田線交点）
- 総延長：*.* km（茨城県区間：5.208 km[2]、千葉県区間：*.* km）
- 重用延長：*.* km（茨城県区間：0.0 km[2]、千葉県区間：*.* km）
- 未供用延長：なし（茨城県区間：0.0 km[2]、千葉県区間：*.* km）
- 実延長：*.* km（茨城県区間：5.208 km[2]、千葉県区間：*.* km）
- 自動車交通不能区間延長[注釈 1]：なし（茨城県区間：0.0 km[2]、千葉県区間：*.* km）

## 歴史
1959年（昭和34年）10月14日、新たな県道として猿島郡岩井町大字岩井を起点とし、千葉県野田市を終点とする区間を本路線として茨城県が県道路線認定した。

### 年表
- 1959年（昭和34年）10月14日
  - 現在の路線が県道岩井野田線（図面対象番号82）として茨城県が路線認定[3]。
  - 茨城県区間の道路区域は、猿島郡岩井町大字岩井の主要地方道古河岩井線（現在の国道354号にあたる）分岐から県界猿島郡岩井町大字小山までと決定された[1]。
- 1964年（昭和39年）7月3日：車両制限令第5条1項[注釈 2]に基づく指定（路線対象番号82 岩井野田線：古河岩井線分岐点 - 千葉県）を受ける[4]。
- 2002年（平成14年）4月1日：岩井市大字長谷 - 同市大字小山の区間が、通行する車両の最大重量限度25トンの道路に指定される[5]。
- 2010年（平成22年）4月1日：坂東市岩井 - 同市長谷の区間を、通行する車両の最大重量限度25トンの道路に指定[6]。

## 路線状況
茨城県区間は対向2車線で、坂東市小山で茨城県道329号小山菅生小絹停車場線（起点）との分岐点がある。見かけ上、小山の分岐点で2車線の道路をそのまま直進すると県道小山菅生小絹停車場線へと変わるが、同分岐点で右折進入できる1〜1.5車線の道路が本県道路線で、利根川左岸堤防の手前で行き止まりとなる。
千葉県区間は対向1.5車線の道路で交通量は少ない。野田市小山の利根川右岸堤防で行き止まりとなる。

### 交通不能区間
茨城県と千葉県を結ぶ県道だが、本県道は1958年（昭和33年）以前の渡船時代のルートであり、利根川には現在まで橋がなく、通行できない。茨城県と千葉県を行き来するには、渡船に代わって新設された県道3号つくば野田線の芽吹大橋へ迂回することとなる。

## 地理

### 通過する自治体
- 茨城県
  - 坂東市
- 千葉県
  - 野田市

### 交差する主な道路
- 茨城県道215号伏木坂東線（坂東市岩井）
- 茨城県道329号小山菅生小絹停車場線（坂東市小山）
- 千葉県道7号我孫子関宿線（野田市船形）
- 国道16号（野田市蕃昌、船形南交差点）